# 차도르

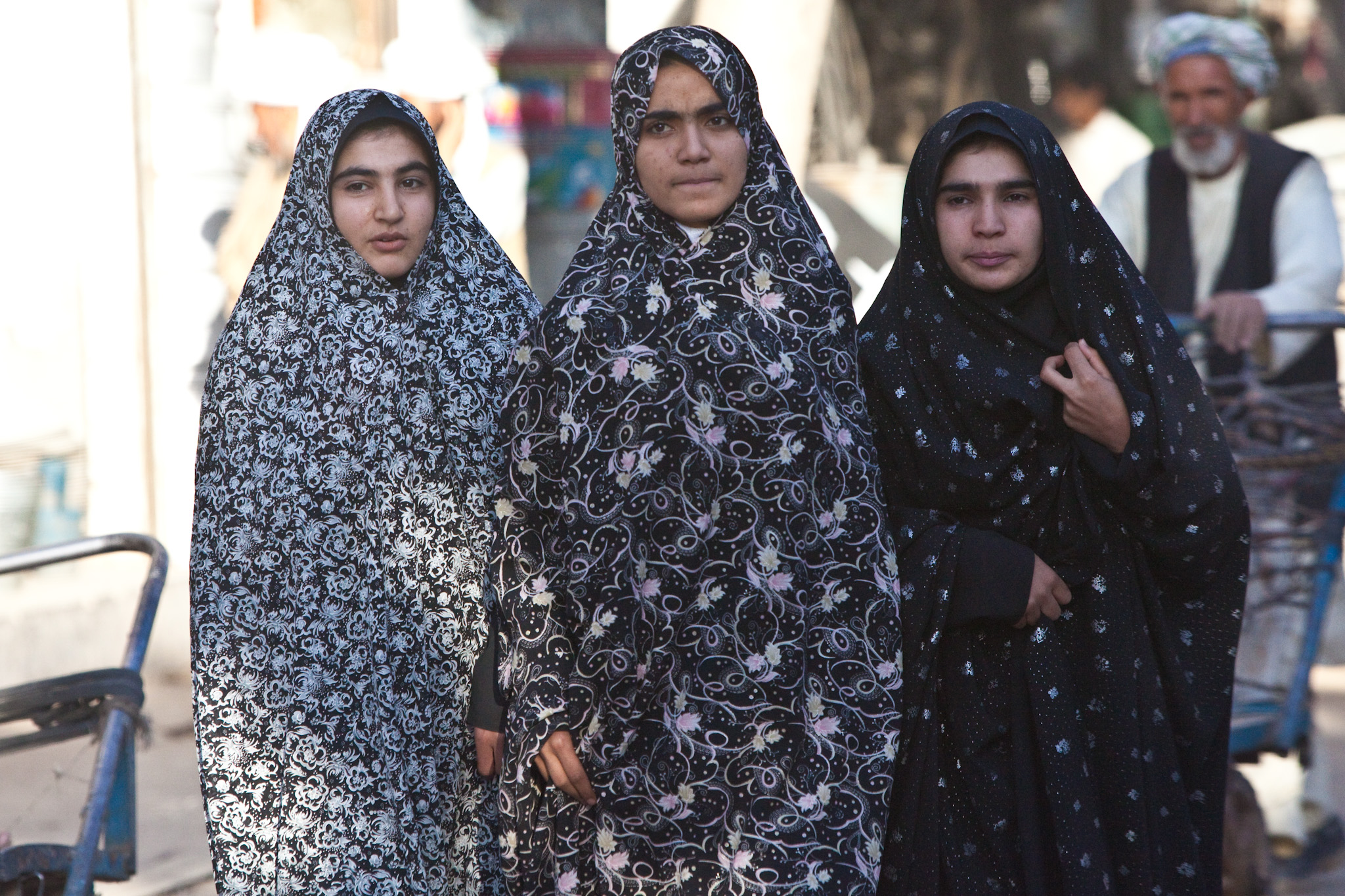
차도르를 착용하고 있는 젊은 여성들.

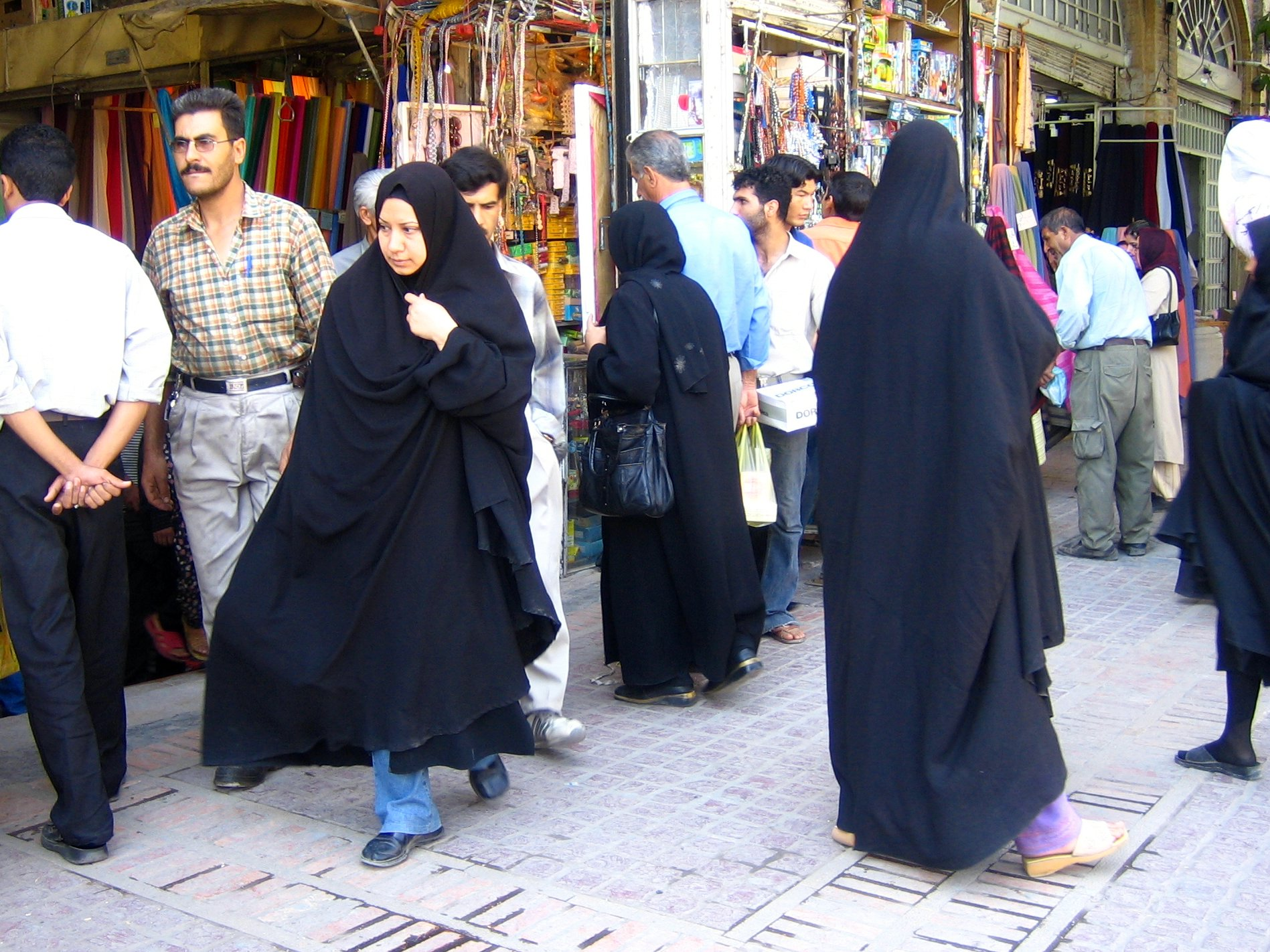
시라즈의 여성. 2005년.

차도르(페르시아어: چادر, 영어: chadah, chad(d)ar, chader, chud(d)ah, chadur)는 이란, 이라크뿐 아니라 아프가니스탄, 아제르바이잔, 바레인, 파키스탄, 인도, 쿠웨이트, 레바논, 시리아, 타지키스탄, 터키 등 주로 시아파 지역 및 페르시아 문화 구역의 일부 국가들에서 실외로 외출할 때 착용하는 옷, 클로크이다. 차도르는 온 몸에 두를 수 있을 만큼 외투가 큰 직물이다. 머리부터 천을 둘러 얼굴 전체를 가리지만 손으로 열 수 있는 구멍이나 단추는 존재하지 않는다.
1978~1979년 이란 혁명 이전에 검은 차도르가 장례 및 애도의 기간을 위해 사용되었다. 현재 차도르를 착용하는 대부분의 이란계 여성들은 바깥에서는 검은 옷을 착용하며 실내에서는 밝은색의 차도르를 착용한다.

## 같이 보기
- 헤드스카프
- 니캅
- 부르카
- 퍼다
- 히잡
- 아바야

## 참고 자료
- Briant, Pierre (2002), From Cyrus to Alexander, Winona Lake: Eisenbrauns
- Bruhn, Wolfgang, and Tilke, Max (1973), A Pictorial History of Costume, original published as Kostümwerk, 1955, Tübingen: Ernst Wasmuth
- El Guindi, Fadwa (1999), Veil: Modesty, Privacy, and Resistance, Oxford/New York: Berg
- Mir-Hosseini, Ziba (1996), "Stretching The Limits: A Feminist Reading of the Shari'a in Post-Khomeini Iran," in Mai Yamani (ed.), Feminism and Islam: Legal and Literary Perspectives, pp. 285–319. New York: New York University Press